# Diego A. Martínez
Diego A. Martínez, (inicios siglo XIX, ; 1885) Diputado a Cortes por Puerto Rico en dos ocasiones.

## Restauración
En las Elecciones generales de España de 1879 fue elegido Diputado (Partido Liberal-Conservador) para la circunscripción  de Arecibo por la Junta Provincial de Puerto Rico, obteniendo 129 votos de 183 votantes.
En las en las elecciones generales de 1884 fue elegido diputado por el distrito de San Antonio de Padua de Guayama, obteniendo 109 votos de 110 votantes en un censo electoral de 118 electores.
En la sesión celebrada el  26 de diciembre de 1885 fue comunicado su fallecimiento. 
.